# Ophiotreta durbanensis
Ophiotreta durbanensis är en ormstjärneart som först beskrevs av Ole Theodor Jensen Mortensen 1933.  Ophiotreta durbanensis ingår i släktet Ophiotreta och familjen knotterormstjärnor. Inga underarter finns listade i Catalogue of Life.